# لوکریشا لاو
لوکریشا لاو (انگلیسی: Lucretia Love؛ ‏۲۵ مارس ۱۹۴۱ – ۹ ژانویه ۲۰۱۹) بازیگر اهل ایالات متحده آمریکا بود که بیشتر در سینمای ایتالیا فعالیت داشت.
از فیلم‌هایی که وی در آن‌ها نقش داشته است، می‌توان به چارلستون، شب بخیر، آقایان و خانم‌ها، دخترخوانده، رسوایی در خانواده، نمایش هراس‌انگیز عجیب و غریب نیمه‌شب، قاتل نه صندلی رزرو کرد، آرنا، وای خدای بزرگ، پاستوره اومد!، راهبه آتش‌پاره، وقتی مردان چماق و زنان فعالیت جنسی بی‌محابا داشتند، شب‌های داغ دون ژوان و عشق به سبک ایتالیایی اشاره نمود.